# برایان رینولدز
برایان رینولدز (انگلیسی: Bryan Reynolds؛ زادهٔ ۲۸ ژوئن ۲۰۰۱) بازیکن فوتبال اهل ایالات متحده آمریکا است که برای باشگاه فوتبال وسترلو در لیگ برتر فوتبال بلژیک بازی می‌کند.

## سابقه باشگاهی
از باشگاه‌هایی که در آن بازی کرده‌است می‌توان به اف‌سی دالاس ، کورتریک ، وسترلو و رم اشاره کرد.

## آمار ملی

### بازی‌های ملی
تا تاریخ ۱۲ ژوئیه ۲۰۲۳
| آمریکا | آمریکا | آمریکا |
| سال    | بازی   | گل     |
| ------ | ------ | ------ |
| ۲۰۲۱   | ۲      | ۰      |
| ۲۰۲۳   | ۵      | ۱      |
| مجموع  | ۷      | ۱      |

### گل‌های ملی
| شماره | تاریخ        | میزبان            | بازی ملی | حریف            | نتیجه | رقابت                   |
| ----- | ------------ | ----------------- | -------- | --------------- | ----- | ----------------------- |
| ۱     | ۲۸ ژوئن ۲۰۲۳ | سنت لوئیس، میزوری | ۴        | سنت کیتس و نویس | ۶–۰   | جام طلایی کونکاکاف ۲۰۲۳ |